# Ермаков, Харлампий Васильевич
Харла́мпий Васи́льевич Ермако́в (7 февраля 1891, хутор Антипов станицы Вёшенской области Войска Донского (ныне Шолоховского района Ростовской области) — 17 июня 1927, Миллерово Северо-Кавказского края (ныне Ростовская область) — комдив 1 повстанческой дивизии в Вёшенском восстании, полный кавалер Георгиевского креста. Считается одним из прототипов Григория Мелехова в романе М. А. Шолохова «Тихий Дон» и одновременно является одним из второстепенных персонажей романа под собственным именем.

## Биография
Родился на хуторе Антипове станицы Вёшенской Области Войска Донского, в семье донского казака. В возрасте двух лет был отдан на воспитание в семью родственников Архипа Герасимовича и Екатерины Ивановны Солдатовых, живших на хуторе Базки той же станицы. Причиной такого решения была утрата его отцом трудоспособности из-за потери кисти правой руки. Образование получил в Вёшенской двухклассной приходской школе. В возрасте 19 лет женился на казачке Прасковье Ильиничне. В 1911 году у них родилась дочь Пелагея, и в 1913-м сын Иосиф.
В январе 1913 года был призван на действительную службу в Донской 12-й казачий полк. 25 апреля 1914 года окончил учебную команду и был назначен взводным урядником. С началом Первой мировой войны оказывается на Юго-Западном фронте, где воюет до осени 1916 года. Затем попадает на Румынский фронт. За 2,5 года войны был награждён четырьмя Георгиевскими крестами и четырьмя Георгиевскими медалями. Дважды был ранен. Первый раз — 21 сентября 1915 года под Ковелем; и до 26 ноября лечился в госпитале города Сарны. 20 ноября 1916-го был ранен в Румынии, в бою за высоту 1467. После этого ранения был направлен на лечение в Ростовский госпиталь. По излечении, 25 января 1917 года, получил двухмесячный отпуск для поправления здоровья и возвратился в родной хутор. Затем — в связи с истечением четырёхлетнего срока действительной службы — получает трёхмесячный «льготный» отпуск.

## В период революции
В мае 1917 года земляки избирают Харлампия Ермакова (к этому времени он имел звание урядника) депутатом от Вёшенской станицы на Большой Войсковой круг, избравший атамана Каледина.
В июне был вновь мобилизован в армию, во 2 Донской казачий запасной полк, располагавшийся в станице Каменской. От своего полка он избирается в Областной военный комитет — орган самоуправления воинских частей, образованный 14 июля 1917 г. на областном съезде представителей пехотных и казачьих частей в Новочеркасске. Летом заканчивает общеобразовательные курсы при Новочеркасском юнкерском училище.
С началом Гражданской войны на Дону поддержал Донской Военно-революционный комитет во главе с Ф. Подтёлковым и Н. М. Голубовым. Воевал против отряда Чернецова, под станцией Лихая был ранен и в конце января 1918 года снова вернулся домой. На Дону устанавливается Советская власть и Ермакова избирают председателем Вёшенского станичного Совета. Эту должность он занимает до начала антибольшевисткого восстания в Верхне-Донском округе, произошедшего 16-20 апреля. Позднее донская печать называла его одним из организаторов переворота. За участие в этом восстании он получает звание подхорунжего. С восстановлением атаманского правления Х. Ермаков избирается атаманом Вёшенской станицы. Однако, служба у красных вызывает к нему недоверие и на состоявшемся 14 мая станичном сборе его переизбирают вторым помощником атамана.
Летом и осенью 1918 года Х. Ермаков в должности командира взвода 1-го Вёшенского полка Донской армии воюет против Красной армии на Царицынском и Балашовском направлениях. Когда в конце декабря, уставшие от войны и распропагандированные красными, казаки бросили фронт, он вернулся домой. Месяц спустя, исполняя предписания циркулярного письма Оргбюро ЦК РКП(б) «о расказачивании» от 24 января 1919 года, Красная армия начала террор на Верхнем Дону. 25 февраля (с. ст.) вспыхнуло Верхне-Донское восстание в станице Казанской. 26 февраля восставшими была освобождена Мигулинская, а 27 — Вёшенская станицы. В тот же день хорунжий Х. Ермаков начинает формирование повстанческого отряда правобережных хуторов. Два дня спустя отряд Ермакова выступает на станицу Каргинскую, где разбивает карательный отряд Лихачева и захватывает артиллерийские склады красных.
5 марта старики хутора Базки вручают ему командование Базковской сотней. Ещё несколько дней спустя командующий повстанческими войсками П. Кудинов назначает его командиром 1-й Верхне-Донской дивизии вместо есаула Алфёрова. 3 месяца дивизия Ермакова успешно сражается на южном участке повстанческого фронта против частей 9-й армии Южного фронта РККА, наступавшей на Новочеркасск. В мае, под давлением новых подкреплений противника, повстанцы отступают на левый берег Дона. Но уже 25 мая конная группа генерала Секретева прорывает оборону 15-й стрелковой дивизии Красной армии у станицы Казанской и соединяется с повстанческой армией. Красная армия оставляет Верхне-Донской округ.
После соединения с Донской армией повстанческая армия постепенно расформировывается, повстанческих командиров сменяют кадровые офицеры Донской армии. Х. Ермаков остаётся на прежней должности дольше других. Он командует 1-й Верхне-Донской дивизией (переименованной в 1-ю Верхне-Донскую бригаду) до 1 (14) июля. В этот день бригада Ермакова вливается в 5 конную бригаду. Сам он получает должность командира сотни 20-го Вёшенского полка. Некоторое время спустя Х. Ермаков назначается офицером для поручений в штабе группы Семилетова. Офицер Евгений Ковалев, который летом 1919 года служил вместе с Ермаковым в Донской армии, впоследствии нашёл поразительное сходство между Ермаковым и Григорием, в отношении их внешности и храбрости, и написал статью «Харлампий Ермаков — герой „Тихого Дона“».
В августе 1919 года получает ранение под станицей Филоновской. В октябре, по возвращении из госпиталя, назначается помощником командира полка по хозяйственной части. В декабре атаманом А. П. Богаевским производится в сотники, в январе — в подъесаулы, в феврале — в есаулы, и переводится на должность помощника командира полка по строевой части.

В конце февраля Донская армия отступила на Кубань. 3 марта (с. ст.), под станицей Георгие-Афипской, Х. Ермаков вместе со своей частью сдался в плен превосходящим силам красно-зелёных, а 15 марта перешёл в Красную армию. Получил под своё командование 3-й отдельный кавалерийский полк 1-й Конной армии, сформированный из перешедших в Красную армию казаков. Командовал им на Польском фронте. Затем был назначен командиром 82 полка и направлен на Врангелевский фронт. После взятия Крыма его направляют на Дон для борьбы с бандами Махно, Попова и Андреянова. В середине 1921 года назначают начальником школы «краскомов» 14-й кавалерийской дивизии в Майкопе. Был награждён шашкой и именными часами. М. А. Шолохов писал в 1974 году литературоведу К. И. Прийме: 
Тов. Будённый помнил его по 1-й Конной армии и отзывался о нем как об отличном рубаке, равном по силе удара шашкой Оке Городовикову.
В январе 1923 года был уволен из армии в бессрочный отпуск «как бывший белый». Месяц спустя вернулся домой. А уже 23 февраля 1923 года был арестован органами ГПУ. Ермакова обвинили в организации Вёшенского восстания в 1919 году по статье 58 УПК. Следствие длилось почти полтора года, однако, доказать его виновность не смогло: большинство свидетелей показали на следствии, что Ермаков был насильственно мобилизован в повстанческую армию П. Кудиновым и другими вождями восстания; вспомнили, как он спасал пленных красноармейцев от расстрела. Станичники составили коллективное ходатайство в его защиту. Благодаря этому 19 июля 1924 года Ермаков был освобождён под поручительство. Следствие длилось ещё 10 месяцев, и, может быть, продолжилось бы дольше, но в апреле состоялся пленум ЦК РКП(б), принявший решение о частичной реабилитации казачества. В результате, 15 мая 1925 года выездная сессия Северо-Кавказского суда в г. Миллерово определила прекратить дело «по целесообразности».
После освобождения Ермаков служит в станичном Совете и кооперации. В эти годы часто бывает в гостях у живших в Каргинской родителей М. А. Шолохова, который заводит с ним знакомство. В последнем следственном деле Ермакова сохранилось письмо к нему Шолохова от 6 апреля 1926 года, в котором молодой писатель просит сообщить ему некоторые сведения о Верхне-Донском восстании 1919 года. Впоследствии многие детали биографии Х. Ермакова были использованы Шолоховым для биографии Григория Мелехова.
20 января 1927 года Ермаков снова был арестован. На этот раз следствие нашло свидетелей, утверждавших, что он добровольно принял командование восставшими, лично участвовал в расстреле красноармейцев, и что в настоящее время ведёт антисоветскую агитацию. 6 июня 1927 года судебная коллегия ОГПУ, рассмотрев дело во внесудебном порядке по статьям 58/11 и 58/18 УК, постановила: Ермакова Харлампия Васильевича «расстрелять». 17 июня приговор был приведён в исполнение.
18 августа 1989 года постановлением президиума Ростовского областного суда Х. В. Ермаков был реабилитирован «за отсутствием состава преступления».

## Награды
Георгиевские кресты и медали всех четырёх степеней.

## Увековечение памяти
В 1980 году рабочий Горьковского автозавода И. А. Калеганов недалеко от хутора Калининский установил памятник Харлампию Ермакову. Его вскоре убрали, но за него вступился М. А. Шолохов и памятник передали дочери Ермакова. Сейчас он хранится в Государственном музее-заповеднике М. А. Шолохова в станице Вёшенской. Именем Х. В. Ермакова назван переулок в станице Базковской.